# レッジョ・エミリア
レッジョ・エミリア（イタリア語: Reggio Emilia）は、イタリア共和国エミリア＝ロマーニャ州にある都市で、レッジョ・エミリア県の県都である。周辺人口約17万人の基礎自治体（コムーネ）。より正式にはレッジョ・ネッレミリア（Reggio nell'Emilia  ( 音声ファイル)）と記される。本項では、レッジョという名称で統一する。

## 名称
古代ローマ時代に建設されたこの都市は、当初は建設者であるマルクス・アエミリウス・レピドゥスの名前から、レギウム・レピディ（Regium Lepidi）と呼ばれた。これが単に「レギウム」と称され、やがて転じて「レッジョ」という地名になった。
住民たちは単に「レッジョ」と呼ぶが、カラブリア州の同名の都市 レッジョ・ディ・カラブリア（Reggio di Calabria）と区別するため、「エミリア地方のレッジョ」を意味するレッジョ・ネッレミリアが正式名称である。中世の地図では、レッジョ・ディ・ロンバルディア（Reggio di Lombardia）と書かれたものもある。
なお、同じ「レッジョ」の名を持つ2つの都市であるが、イタリア語では形容詞形が異なっており、「レッジョ・ネッレミリアの」はレッジャーノ/レッジャーナ（Reggiano/Reggiana）、「レッジョ・ディ・カラブリアの」はレッジーノ/レッジーナ（Reggino/Reggina）と区別されている。

## 地理

### 位置・広がり
県域の中央やや北寄りに位置するコムーネ。レッジョの市街は、モデナから西北西へ24km、パルマから東南東へ27km、マントヴァから西南西へ53km、州都ボローニャから西北西へ61km、首都ローマから北北西へ347kmの距離にある。

#### 隣接コムーネ
隣接するコムーネは以下の通り。
- アルビネーア
- バニョーロ・イン・ピアーノ
- ビッビアーノ
- カデルボスコ・ディ・ソプラ
- カンページネ
- カザルグランデ
- カヴリアーゴ
- コッレッジョ
- モンテッキオ・エミーリア
- クアットロ・カステッラ
- ルビエーラ
- サン・マルティーノ・イン・リーオ
- サンティラーリオ・デンツァ
- スカンディアーノ

### おもな市街・集落
六角形をしたレッジョ旧市街はかつて城壁に囲まれ、多くの建物は16世紀、17世紀に建てられた。コムーネ域内は全体に平野に広がり、クロストーロ川が横切る。

### 気候分類・地震分類
レッジョ・エミリアにおけるイタリアの気候分類 (it) および度日は、zona E, 2560 GGである。
また、イタリアの地震リスク階級 (it) では、zona 3 (sismicità bassa) に分類される。

## 歴史

### 古代から中世初期
古代ローマ時代、レッジョはコンスルのマルクス・アエミリウス・レピドゥス（ピアチェンツァからリミニへ伸びるエミリア街道の建設を監督した人物）によって建設が始められた歴史ある地である。レッジョは司法行政の中心となり、最初はレギウム・レピディ（Regium Lepidi）と呼ばれ、その後単にレギウムと呼ばれた、ローマのフォルム（forum、集会所）であった。
ローマ時代のレギウムに文書で言及したのはセクストゥス・ポンペイウス・フェストゥス（en）、キケロらだけであったが、エミリア街道の単なる駐屯地の一つではなく繁栄した都市で、特権、司法権、芸術コレギアを持つムニキピウムであった。
1世紀、ラヴェンナのアポリナリスがキリスト教をレッジョへもたらした。313年のミラノ勅令後、レッジョに司教座の存在があったことが立証されている。440年、レッジョ司教座は西ローマ帝国皇帝ウァレンティニアヌス3世によってラヴェンナへ従属させられた。4世紀終盤、レッジョは聖アンブロジウスが荒廃した都市に含めるほどに荒れ果てていた。蛮族の侵入で荒廃はさらに増した。476年の西ローマ滅亡で、オドアケルの支配下に入った。489年、さらに東ゴート王国に支配された。後539年には東ローマ帝国のラヴェンナ総督領に属すが、569年にアルボイン率いるロンゴバルド王国に征服された。レッジョにはレッジョ公国が置かれた。
773年、フランク王国がレッジョを属国とし、カール大帝は市を治める宗主権を司教へ与え、781年には司教座管内が成立した。888年、レッジョは中世イタリア王国に譲渡された。889年、マジャル人が市に大きなダメージを与え、司教アッツォ2世を殺害した。これをきっかけに新城壁が建てられた。900年10月31日、イタリア王ロドヴィコ3世はレッジョの中心地にカストルム（castrum、城）を建てる許可を与えた。
1002年、レッジョ領は、パルマ、ブレシア、モデナ、マントヴァ、フェッラーラの各領同様に、トスカーナの辺境伯領に併合された。のちにこれをカノッサ女伯マティルデが獲得した。

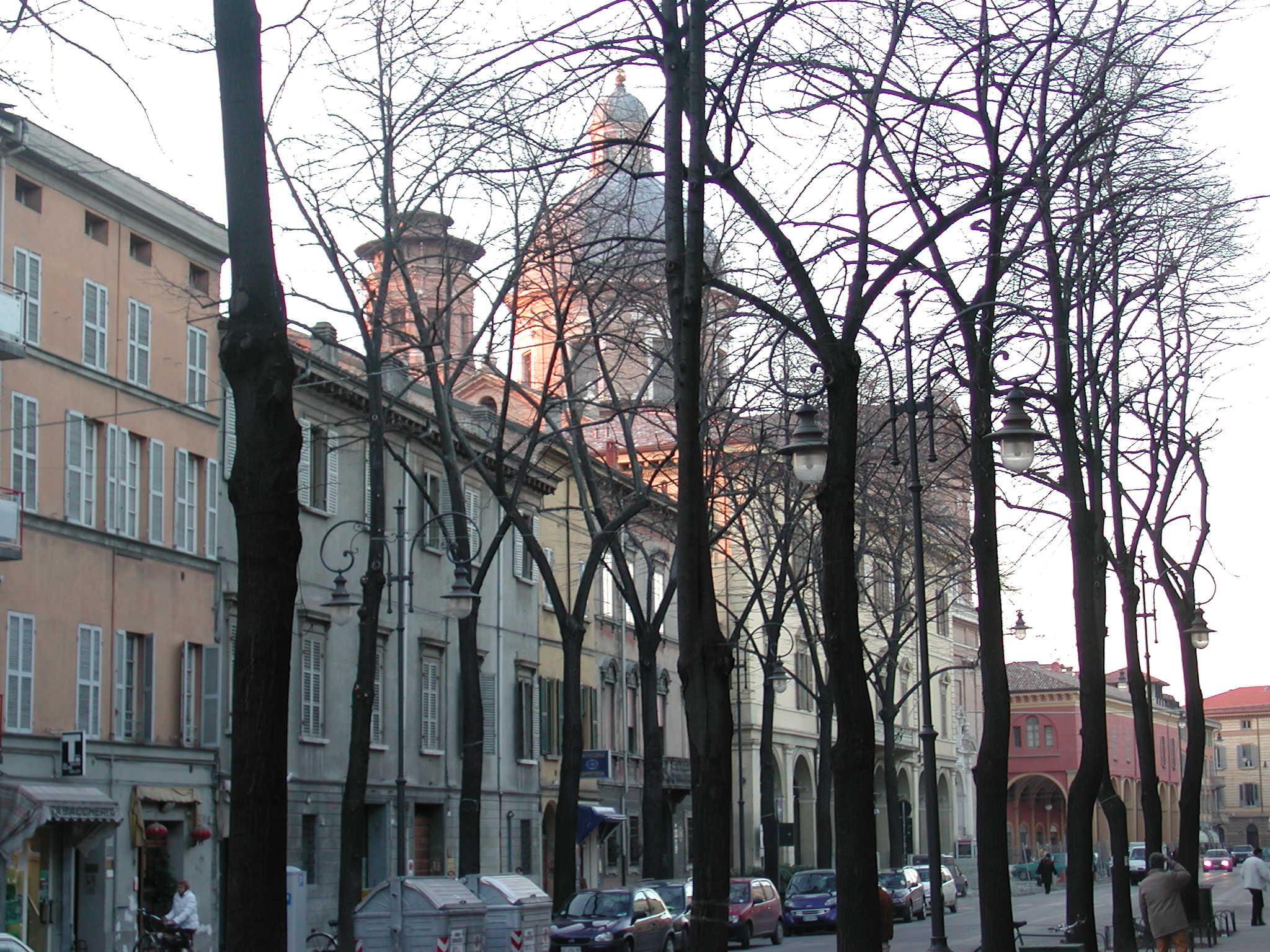
ガリバルディ通りとギアラ聖堂

### コムーネ
11世紀終盤か12世紀初頭にレッジョは自由コムーネとなった。1167年、レッジョはロンバルディア同盟の一員となり、レニャーノの戦いに参加した。1183年、市はコンスタンツ条約に署名し、市のコンスルであるロランド・デッラ・カリタが皇帝の親任を受けた。それに伴う平和は繁栄の時代に拍車をかけた。レッジョは新たな法令を採用し、独自の硬貨を持ち、有名な講師のいる学校を持ち、貿易と芸術を発展させた。近郊の土地の城を次第に服従させていった。

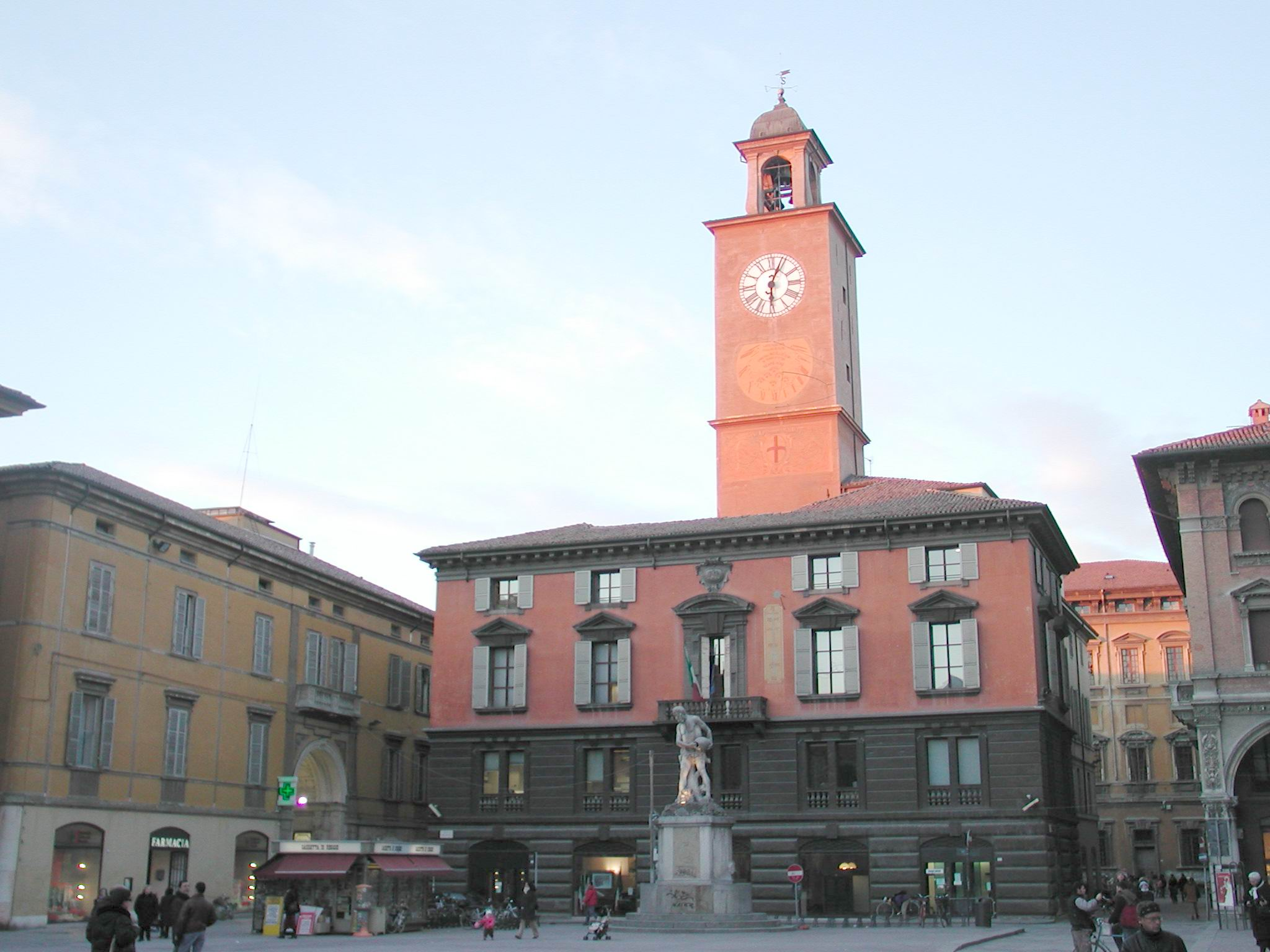
ドゥオモ広場にあるデルモンテ宮殿、クロストーロ川の噴水

12世紀と13世紀は、スコバッツァーティ派とマッツァペルリーニ派の対立、後には大司教ルッジェーリ派とマラグッツィ派の対立による、苛烈な内部抗争の時代であった。1152年、レッジョはパルマと戦闘状態となり、1225年にはモデナと交戦し、これらはイタリアのゲルフとギベリン（教皇派と皇帝派）の争いの一部であった。1260年、2万5000人の悔悟者がペルージャの隠者に率いられてレッジョへ入った。この事件はしばらく状況を平穏にし、信仰熱の一時的な高揚につながった。しかし紛争はすぐに再燃し、1265年にはギベリン（皇帝派）がゲルフ（教皇派）の首領カーコ・ダ・レッジョを殺害し、市で優勢となった。反司教抗争が続き、2つの新たな派閥インフェリオーリとスペリオーリが形成されると、最終的に勝ったのは後者であった。
そういった相次ぐ戦争の中で、1175年にはヨーロッパで最古の大学の一つ、モデナ・レッジョ・エミリア大学が創立されている（教皇領への併合の後に閉鎖）。
セッシ家、フォリアーニ家、カノッサ家といった強力な名家の横暴を阻止しようと、レッジョの行政長官は市の統治権を3年間エステ家のオビッツォ3世・デステへ与えた。この選択は、将来レッジョがエステ家のシニョリーア制のもとに置かれる布石となり、オビッツォは委任統治の期限が終了しても事実上の支配を続けた。オビッツォの子アッツォは、1306年にレッジョ市民によって追放され、800人の一般市民が治める共和国がつくられた。1310年、皇帝ハインリヒ7世に代理人役を押し付けられたスピネット・マラスピーナ侯だったが、すぐに追放された。共和国は、枢機卿ベルトランド・デル・ポッジェットがレッジョを教皇領へ併合した1326年に消滅した。
市は併合の結果、ヨハン・フォン・ルクセンブルクの宗主権のもとへ下り、宗主権はニッコロ・フォッリャーニ、ついでマスティーノ2世・デッラ・スカーラ（Mastino II della Scala）へと受け継がれ、1336年にルイージ・ゴンザーガに移譲された。ゴンザーガはサン・ナザーリオ地区に城塞を建て、144棟の住宅を破壊した。1356年、ミラノのヴィスコンティ家が2000人の亡命レッジョ市民の支援を受け、レッジョを占領した。ゴンザーガ家とヴィスコンティ家が勢力を争う混迷の時代が始まった。最後にゴンザーガ家は、レッジョをヴィスコンティ家に5000ドゥカートで売り渡した。1405年、パルマのオットボーノ・テルツィがレッジョを攻略したがミケーレ・アッテンドロに殺害された。アッテンドロは、レッジョをニコロ3世・デステへ譲渡し、ニコロがレッジョのシニョーレとなった。市はそれでも適切な自治権を保ち、法と独自の硬貨を持っていた。ニコロのあとを庶子リオネッロ・デステが継ぎ、1450年にボルソ・デステが継承した。

### レッジョ公国
1452年、ボルソが神聖ローマ皇帝フェルディナント3世からレッジョ・モデナ公の称号を獲得した。ボルソの後継者、エルコレ1世・デステは市に過酷な税を課し、詩人マッテオ・マリア・ボイアルドを知事に任命した。のちに著名な作家フランチェスコ・グイッチャルディーニが知事に任命された。1474年、偉大な詩人ルドヴィーコ・アリオストがマラグッツィ宮殿で誕生し、長じてフェラーラ公の名代としてレッジョの知事となった。
1513年、レッジョは教皇ユリウス2世へ譲渡された。1523年9月29日に教皇ハドリアヌス6世が死去した後、レッジョはエステ家の元へ戻った。1551年、エルコレ2世・デステは、城壁の再建計画にそって市の郊外を壊した。16世紀終わり頃、有名な市のベアタ・ヴェルジーネ・デッラ・ギアラ聖堂建設が、奇跡が起きたとされる場所で始まった。
エステ家支配は1796年まで続いた（1702年、1733年から1734年の間の短期の中断を挟む）。

### ナポレオン時代とリソルジメント
フランス第一帝政の時代、フランス軍が市で熱狂を持って迎えられた。1796年8月21日、600名を擁した公家の駐屯地が取り払われ、議会がレッジョと公国の支配を要求した。9月26日、州政府の義勇軍がモンテキアルゴーロの戦いでオーストリア軍の隊列を押し戻した。小規模でも、この衝突はイタリアのリソルジメントの最初のものとみなされている。ナポレオン・ボナパルト自身がレッジョ市民へ500丁のライフル銃と4つの銃を授けた。後、彼はエミリアを占領し、1797年1月7日にレッジョで建国されていたチスパダーナ共和国の新設県とした。イタリアの国旗はイル・トリコローレ（Il Tricolore）と名付けられ、レッジョの女性たちによって縫われた。この愛国的な熱狂の時代、ナポレオンの同盟者であった将軍ヤン・ヘンリク・ドンブロフスキ率いるポーランド軍の中尉ユゼフ・ヴィビツキは、レッジョで『ドンブロフスキのマズルカ』（1927年にポーランド国歌に制定された）を作曲した。
1815年、ウィーン会議でレッジョはフランチェスコ4世へ返還された。1831年、モデナはフランチェスコ4世に対して反乱を起こし、レッジョは司令官カルロ・ズッキのもとで組織された団体がこれに続いた。しかし、3月9日にフランチェスコ4世はオーストリア軍兵士の支援を受けて市を征服した。
1848年、フランチェスコ5世・デステは革命を恐れて国外へ去った。レッジョはピエモンテへの併合を宣言した。サルデーニャ王国のノヴァーラの戦い（en）での敗退が、市をエステ家支配へ引き戻した。1859年、独裁者ルイージ・カルロ・ファリーニ支配下にあったレッジョは、1860年3月10日の国民投票の結果新王国への併合が支持され、再度イタリア王国へ併合された。

### 近代から現代へ
レッジョは1873年から経済成長と人口増加が進み、古い城壁を壊した。1911年には人口が約7万人いた。強力な社会主義の伝統が育った。後のファシスト政権下では、これらの伝統と傾向からレッジョ市民は抑圧の対照となった。1943年7月26日、ファシスト政権の崩壊はレッジョ市民の熱狂を鼓舞した。数多くのイタリア・レジスタンス集団（パルチザン）が、市の田園地帯で結成されていた。

## 行政

### 行政区画

#### 分離集落
| 頭文字 | 地名                    | 地名                         |
| ------ | ----------------------- | ---------------------------- |
| B      | Bagno                   | Botteghino di Sesso          |
| C      | Case Bigi               | Case Manzotti-Scolari        |
| C      | Case Pirondi            | Case Vecchie                 |
| C      | Caseificio Laguito      | Castel Baldo                 |
| C      | Castellazzo             | Castello di Pratofontana     |
| C      | Castello di Vialato     | Chiesa di Bagno              |
| C      | Codemondo               | Corticella                   |
| F      | Fogliano                |                              |
| G      | Gavasseto               | Ghiarda                      |
| G      | Ghiardello              | Guittone d'Arezzo            |
| I      | Il Cantone di Marmirolo | Il Cantone di Pieve Modolena |
| I      | Il Capriolo             | Il Castello di Cadè          |
| I      | Il Chionso              |                              |
| L      | La Corte                | La Valle                     |
| M      | Madonna Caraffa         | Marmirolo                    |
| M      | Massenzatico            | Mulino Canali                |
| P      | Palazzina               | Parrocchia di Cella          |
| P      | Piazza di Sabbione      |                              |
| Q      | Quaresimo               |                              |
| R      | Roncadella              | Roncocesi                    |
| S      | Sabbione                | San Bartolomeo               |
| S      | San Felice              | San Giorgio                  |
| S      | San Rigo                | Stazione Pratofontana        |
| V      | Villa Corbelli          | Zimella                      |

## 社会

### 経済・産業
エミリア＝ロマーニャ地方は、「宝の島」とも呼ばれるくらい農産、畜産品の豊かな地方で、特にレッジョはパルミジャーノ・レッジャーノ・チーズの産地として有名で、レッジャーノとはこの「レッジョの」という意味である。
- 都市通り
- バロック様式のサン・ジョルジョ教会
- コムナーレ宮殿のトリコローレの間。三色のイタリア国旗が初めて採用された場所でもある
- 守護聖人の聖堂のあるサン・プロスペロ広場
- ヴィッラ・レヴィ。ボローニャ大学の分校が入る
- 市内のエミリア街道

### 教育
モデナ・レッジョ・エミリア大学、ボローニャ大学の校舎がある。またレッジョは、町をあげての芸術教育と幼児教育で、欧米および日本でも注目されている。教育実践を紹介する書籍やビデオも多数、製作されている。

## みどころ

### 宗教史跡
- ベアタ・ヴェルジーネ・デッラ・ギアラ聖堂（Tempio della Beata Vergine della Ghiara） - 市内で最も重要とされる教会。バロック様式。1619年完成。
- サン・プロスペロ聖堂（Basilica di San Prospero） - 10世紀に建設され、市の司教レッジョのプロスペロへ献堂された。1514年から1523年にかけ、ルカ・コルティとマッテオ・フィオレンティーニの手で再建された。ファサードにある聖人と守護聖人の11体の彫像はジュリオ・ロマーノたちが未完のまま残し、18世紀半ばにジョヴァン・バッティスタ・カッターニ（Giovan Battista Longanesi-Cattani）によって再デザインされている。内部はラテン十字型をいただき、本堂が3つある。アプスの壮麗なフレスコ画は最期の審判の場面で、ボローニャ派の画家カミッロ・プロカッチーニが描いた。
- 大聖堂（Duomo di Reggio Emilia） - 建造は9世紀から12世紀。16世紀半ばに再建された。本堂が3つあり、グエルチーノ、パルマ・イル・ジョーヴァネ、プロスペロ・スパーニ、アレッサンドロ・ティアリーニの仕事による。
- サンタゴスティーノ教会（Chiesa di Sant'Agostino） - かつては聖ラヴェンナのアポリナリスに献堂されていたが、1268年に再建された時にアウグスチノ会の修道院を併合したことで名前を変えた。1452年に修繕され、塔が拡大された。現在の内部は1645年から1666年からのもので、1746年にファサードが加えられた。
- サン・ジョヴァンニ・エヴァンジェリスタ教会（Chiesa di San Giovanni Evangelista） - 13世紀。シスト・バダロッキオ(Sisto Badalocchio)、ロレンツォ・フランキ(Lorenzo Franchi)、トンマーゾ・サンドリーニ、パオロ・グイドッティのバロック絵画を所蔵。
- サン・ピエトロ教会（Chiesa di San Pietro） - ジューリオ・デッラ・トーレ設計で1625年から1629年に建てられた。鐘楼は1765年、ファサードは1782年に加えられた。内部は本堂が1つのラテン十字型である。ティアリーニ、ピエトロ・デサーニ、ルカ・フェッラーリ、カミッロ・ガヴァゼッティ、パオロ・エミリオ・ベセンツィのバロック絵画を所蔵。
- サント・ステファーノ教会（Chiesa di Santo Stefano） - 11世紀。かつてはテンプル騎士団の所有であった。
- シナゴーグ（Sinagoga di Reggio Emilia） - 1856年建設。

### 宮殿・邸宅
- カピターノ・デル・ポポロ宮殿（Palazzo del Capitano del Popolo） - 1280年建設、1432年改修。ディフェンソーリの間はかつてレッジョ市民議会を開いた。
- カッソーリ＝ティレッリ邸（Palazzo Cassoli - Tirelli） - 1915年建設。
- 公爵宮殿（Palazzo Ducale） - 18世紀。ギアラ聖堂の前にある。
- パラッツォ・コムナーレ（Palazzo Comunale） - 1414年建設開始。トリコローレの間とイタリア国旗博物館がある。付属のボルデッロ塔は1489年に建てられた。
- ティレッリ邸（Palazzo Tirelli） - 17世紀にガッビ侯の住居として建てられた。19世紀に貴族のティレッリ家が購入した。現在はロータリークラブの事務所が入っている。
- ムニチパーレ劇場（Teatro Municipale） - 1857年完成。オペラを上演しコンサート会場にも使わせる。

## スポーツ
- レッジャーナ - プロサッカークラブの本拠地である。

## 交通
高速道はアウストラーダ・デル・ソーレを利用する。鉄道は、RFIが運営するミラノ＝ボローニャ線が通る。

## 人物

### 著名な出身者
- ルドヴィーコ・アリオスト - ルネサンス期の詩人。
- アンジェロ・セッキ - 19世紀の天文学者。
- アントニオ・フォンタネージ - 19世紀の画家・美術教育者。お雇い外国人として訪日。
- ズッケロ - シンガーソングライター。ロンコネージ地区生まれ。

### ゆかりの人物
- ジュリアーノ・ジェンマ - 俳優。ローマ生まれ、レッジョ・エミリア育ち。
- コービー・ブライアント - バスケットボール選手。フィラデルフィア生まれ。イタリア各地を転々と引っ越した後、この地で暮らしアメリカに渡る。

## 姉妹都市
- キシナウ、モルドバ
- クトロ、イタリア
- クラグイェヴァツ、セルビア
- ザダル、クロアチア
- ジローナ、スペイン
- トルーカ、メキシコ
- ブィドゴシュチュ、ポーランド
- フォートワース、アメリカ合衆国
- ディジョン、フランス